# Кристерова горка (парк)
«Кристерова горка» (укр. «Крістерова гірка») — парк, ботанический памятник природы местного значения, расположенный на территории Подольского района Киева (Украина). Создан 30 января 2001 года. Площадь — 4,3 га. Землепользователь — садовое товарищество «Троянда». Является местом отдыха горожан.

## История
Ботанический памятник природы местного значения был создан Решением Киевского горсовета № 189/1166 от 30 января 2001 года. Создан с целью сохранения, охраны и использования в эстетических, воспитательных, природоохранных, научных и оздоровительных целей наиболее ценных экземпляров паркового строительства. На территории памятника природы запрещены любая хозяйственная деятельность и в том числе ведущая к повреждению природных комплексов.
Парк учреждён в 1850 году Вильгельмом Кристером, приглашённым из Южной Саксонии для работ на суконной фабрике князя Радзивилла в Радомышльском уезде Киевской губернии. Сколотив состояние, Вильгельм решил остаться на Киевской земле и приобрёл в пригороде Киева поместье. Он основал тут многопрофильное сельскохозяйственное предприятие «Садоводство и семена В. Кристера».
В июне 2009 года парк, после реконструкции, был открыт для посетителей. Были реконструированы два пруда, построены два пешеходных мостика, посажены новые деревья и кусты, засеяно 9 тысяч м² газонов, обустроены 3 декоративные клумбы, установлена 41 скамейка, 33 декоративных осветительных столба. Кроме того, установлен автоматический полив газонов.

## Описание
Памятник природы расположен в исторической местности Ветряные горыː на углу улиц Вышгородской и Осиповского. Южнее примыкает жилой комплекс Парковый город.

## Природа

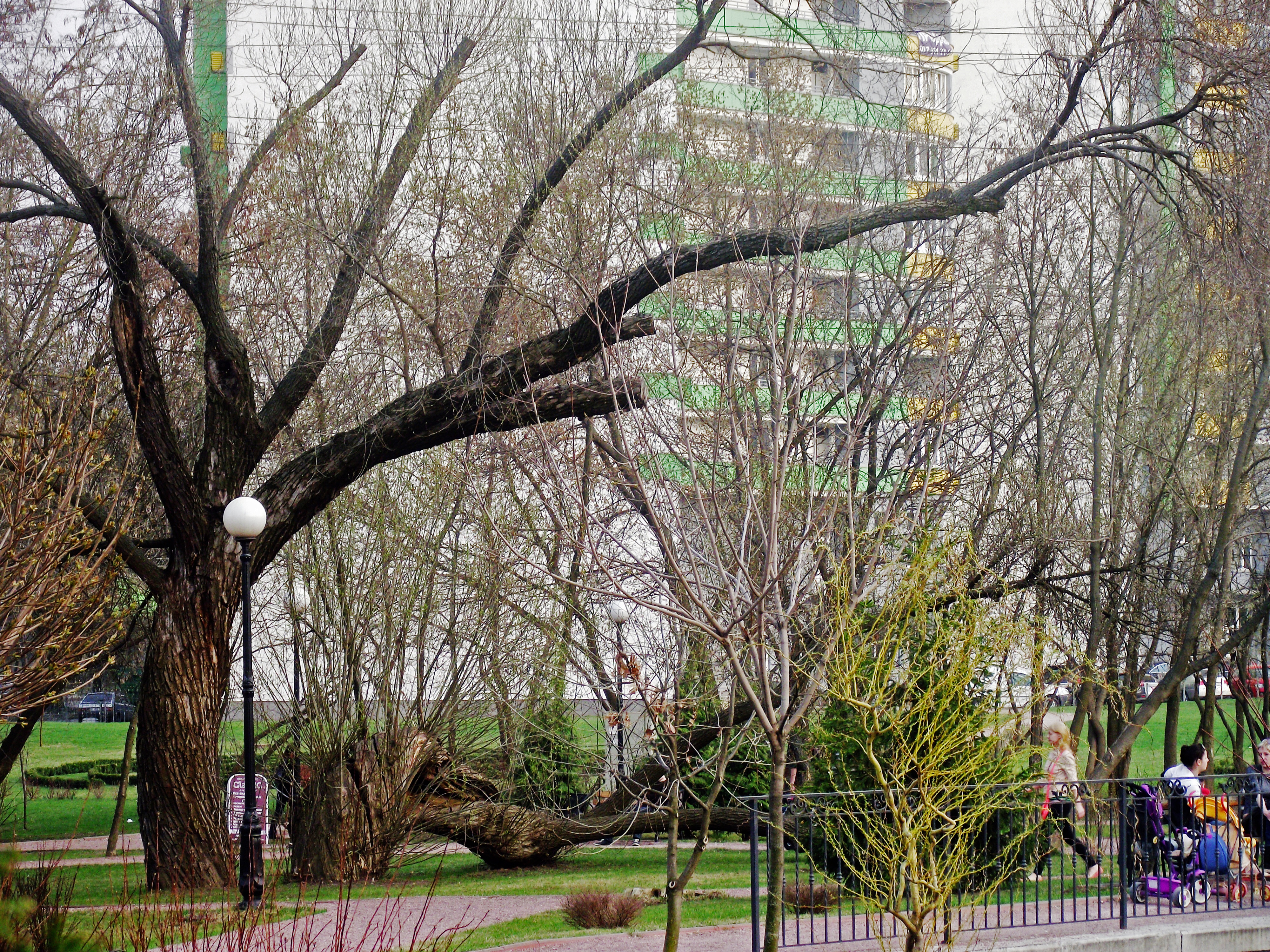
Уголок парка

Памятник природы является сохранившимся участком паркового комплекса, где есть столетние деревья, ольховый лес, экзотические деревья и кустарники, каскад из 4 прудов. На территории парка есть несколько источников.
Растительность парка включает 25 видов. Древесные насаждения представлены дубом, липой, тополем, вязом, ясенем и ивой. Особенную ценность представляют 150-летние каштаны, 400-летний дуб.
4 вида животных занесены в Красную книгу Украины и 10 видов животных охраняются Бернской конвенцией. Пруды являются местом обитания лебедя и кряквы, а также популяции карася.